# 鲍家声
鲍家声（1935年7月—），安徽池州人，中华人民共和国建筑师，南京大学建筑系教授。

## 简介

### 早年经历
鲍家声是安徽省池州市贵池区人，1935年7月出生于贵池县池阳镇（今池州市老城区），1954年毕业于安徽省贵池中学。1959年8月毕业于南京工学院并留校任教至1978年底为止。

### 工作后经历

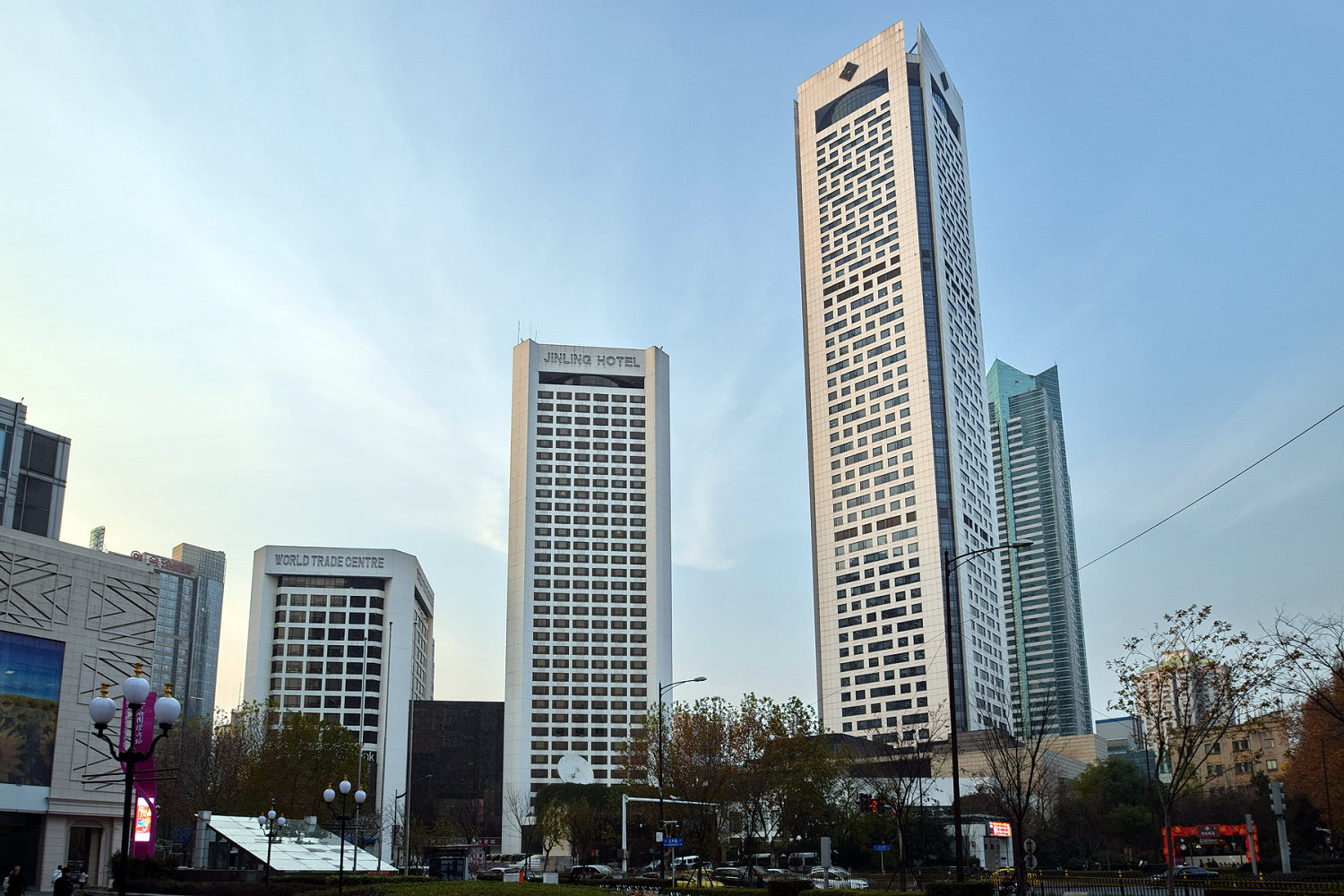
由鲍家声设计的金陵饭店（中楼）

1980年11月至1981年1月，他在英属香港巴马唐拿建筑设计公司任职，参与南京金陵饭店的设计工作。1981年，公费留学，赴麻省理工大学作为访问学者。1985年，任东南大学建筑系主任至1992年。现任南京大学建筑学院教授，并享有国务院特殊津贴。

## 荣誉
- 香港“世界华人重大科学技术成果”（1993年）
- 联合国人居中心尼古利亚国际荣誉奖（1997年）

## 著作
- 《城市的形态》（1988年）
- 《中国佛教百科全书》建筑卷[1]（2007年）